# Vela nos Jogos Olímpicos de Verão de 1988 - Flying Dutchman
As provas da classe Flying Dutchman da vela nos Jogos Olímpicos de Verão de 1988 ocorreram entre 20 e 27 de setembro daquele ano em Busan, na Coreia do Sul. O programa compunha sete regatas. Para esta classe, houve 44 velejadores de 22 nações inscritas.

## Medalhistas
A dupla dinamarquesa Jørgen Bojsen-Møller e Christian Grønborg finalizou a competição em primeiro lugar e conquistou a medalha de ouro. A prata firmou-se com os noruegueses Ole Pollen e Erik Bjørkum. Por fim, a medalha de bronze ficou com Frank McLaughlin e John Millen, do Canadá.
|  | DEN Dinamarca                           |  | NOR Noruega             |  | CAN Canadá                   |
|  | Jørgen Bojsen-Møller Christian Grønborg |  | Ole Pollen Erik Bjørkum |  | Frank McLaughlin John Millen |

## Resultados
Estes foram os resultados da competição:
| Pos.              | Tripulação                                  | Regata I | Regata I | Regata II | Regata II | Regata III | Regata III | Regata IV | Regata IV | Regata V | Regata V | Regata VI | Regata VI | Regata VII | Regata VII | Total de pontos | Total -1 |
| Pos.              | Tripulação                                  | Pts.     | Pos.     | Pts.      | Pos.      | Pts.       | Pos.       | Pts.      | Pos.      | Pts.     | Pos.     | Pts.      | Pos.      | Pts.       | Pos.       | Total de pontos | Total -1 |
| ----------------- | ------------------------------------------- | -------- | -------- | --------- | --------- | ---------- | ---------- | --------- | --------- | -------- | -------- | --------- | --------- | ---------- | ---------- | --------------- | -------- |
| Medalha de ouro   | DEN Jørgen Bojsen-Møller Christian Grønborg | 1        | 0.0      | 4         | 8.0       | 2          | 3.0        | 2         | 3.0       | 6        | 11.7     | 3         | 5.7       | 6          | 11.7       | 43.1            | 31.4     |
| Medalha de prata  | NOR Ole Pollen Erik Bjørkum                 | 3        | 5.7      | 5         | 10.0      | 3          | 5.7        | 15        | 21.0      | 2        | 3.0      | 5         | 10.0      | 2          | 3.0        | 58.4            | 37.4     |
| Medalha de bronze | CAN Frank McLaughlin John Millen            | 5        | 10.0     | 6         | 11.7      | 1          | 0.0        | 12        | 18.0      | 9        | 15.0     | 6         | 11.7      | 1          | 0.0        | 66.4            | 48.4     |
| 4                 | ISR Yoel Sela Eldad Amir                    | 6        | 11.7     | DNC       | 29.0      | 4          | 8.0        | 1         | 0.0       | 19       | 25.0     | 1         | 0.0       | 9          | 15.0       | 88.7            | 59.7     |
| 5                 | NZL Murray Jones Greg Knowles               | 2        | 3.0      | 1         | 0.0       | 9          | 15.0       | 4         | 8.0       | 12       | 18.0     | 14        | 20.0      | 10         | 16.0       | 80.0            | 60.0     |
| 6                 | GBR Roger Yeoman Neal McDonald              | 12       | 18.0     | 11        | 17.0      | 21         | 27.0       | 6         | 11.7      | 7        | 13.0     | 2         | 3.0       | 5          | 10.0       | 99.7            | 72.7     |
| 7                 | BRA Alan Adler Marcus Temke                 | 4        | 8.0      | 3         | 5.7       | 6          | 11.7       | 13        | 19.0      | DSQ      | 29.0     | 9         | 15.0      | 11         | 17.0       | 105.4           | 76.4     |
| 8                 | FRG Albert Batzill Peter Lang               | 13       | 19.0     | 2         | 3.0       | 5          | 10.0       | 8         | 14.0      | 14       | 20.0     | 7         | 13.0      | RET        | 29.0       | 108.0           | 79.0     |
| 9                 | GDR Ulf Lehmann Stefan Mädicke              | 17       | 23.0     | 8         | 14.0      | 15         | 21.0       | 10        | 16.0      | 5        | 10.0     | 11        | 17.0      | 3          | 5.7        | 106.7           | 83.7     |
| 10                | IRL David Wilkins Peter Kennedy             | 15       | 21.0     | 7         | 13.0      | 12         | 18.0       | DSQ       | 29.0      | 1        | 0.0      | 13        | 19.0      | 8          | 14.0       | 114.0           | 85.0     |
| 11                | USA Paul Foerster Andrew Goldman            | 18       | 24.0     | 14        | 20.0      | 10         | 16.0       | 3         | 5.7       | 10       | 16.0     | 4         | 8.0       | 14         | 20.0       | 109.7           | 85.7     |
| 12                | FRA Laurent Delage Daniel Ferre             | 7        | 13.0     | 9         | 15.0      | 11         | 17.0       | 18        | 24.0      | 3        | 5.7      | 12        | 18.0      | 13         | 19.0       | 111.7           | 87.7     |
| 13                | ESP Luis Doreste Miguel Noguer              | 11       | 17.0     | 16        | 22.0      | 13         | 19.0       | 7         | 13.0      | 11       | 17.0     | 17        | 23.0      | 4          | 8.0        | 119.0           | 96.0     |
| 14                | URS Sergey Borodinov Viktor Budantsev       | 10       | 16.0     | 12        | 18.0      | 14         | 20.0       | 5         | 10.0      | YMP      | 16.0     | 10        | 16.0      | 16         | 22.0       | 118.0           | 96.0     |
| 15                | NED Henry Koning Hans Schelling             | 16       | 22.0     | 17        | 23.0      | 7          | 13.0       | 11        | 17.0      | 8        | 14.0     | 8         | 14.0      | 12         | 18.0       | 121.0           | 98.0     |
| 16                | SUI Alexander Schroff Daniel Schroff        | 8        | 14.0     | 10        | 16.0      | 16         | 22.0       | 14        | 20.0      | 16       | 22.0     | 16        | 22.0      | 7          | 13.0       | 129.0           | 107.0    |
| 17                | AUS Gary Smith David Connor                 | 21       | 27.0     | 13        | 19.0      | 8          | 14.0       | 16        | 22.0      | 4        | 8.0      | 18        | 24.0      | 15         | 21.0       | 135.0           | 108.0    |
| 18                | SWE Mats Nyberg Peter Eriksson              | 9        | 15.0     | 15        | 21.0      | 17         | 23.0       | 17        | 23.0      | 13       | 19.0     | DSQ       | 29.0      | 18         | 24.0       | 154.0           | 125.0    |
| 19                | ITA Mario Celon Claudio Celon               | 14       | 20.0     | 18        | 24.0      | 18         | 24.0       | 9         | 15.0      | PMS      | 29.0     | 15        | 21.0      | 17         | 23.0       | 156.0           | 127.0    |
| 20                | JPN Saburo Sato Tatsuya Wakinaga            | 19       | 25.0     | 19        | 25.0      | 19         | 25.0       | 19        | 25.0      | 17       | 23.0     | 21        | 27.0      | DSQ        | 29.0       | 179.0           | 150.0    |
| 21                | HKG Eric Lockeyear Timothy Parsons          | 20       | 26.0     | 20        | 26.0      | 20         | 26.0       | 21        | 27.0      | 18       | 24.0     | 19        | 25.0      | 19         | 25.0       | 179.0           | 152.0    |
| 22                | KOR O Jong-yeol Kim Gi-han                  | 22       | 28.0     | 21        | 27.0      | 22         | 28.0       | 20        | 26.0      | 20       | 26.0     | 20        | 26.0      | RET        | 29.0       | 190.0           | 161.0    |

### Classificação diária

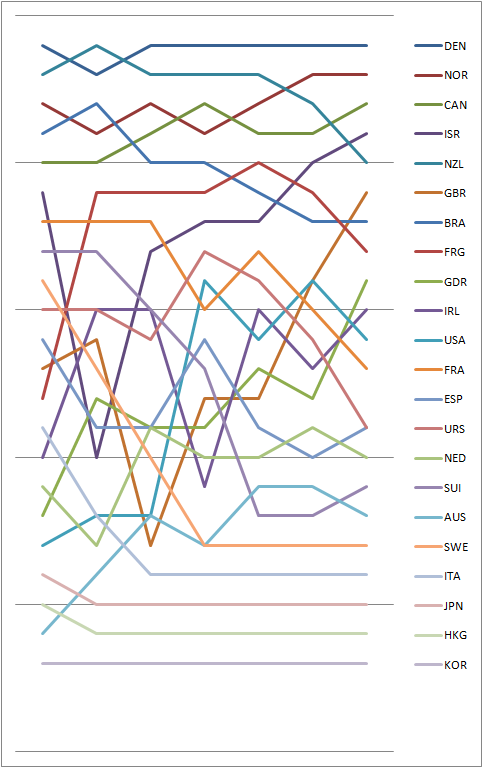
Gráfico mostrando a classificação diária na classe.